# Державна служба фінансового моніторингу України
Державна служба фінансового моніторингу України (Фінансова розвідка України — Financial Intelligence Unit, FIU) — центральний орган виконавчої влади, що реалізує державну політику у сфері запобігання та протидії легалізації (відмиванню) доходів, одержаних злочинним шляхом, фінансуванню тероризму та фінансуванню розповсюдження зброї масового знищення, діяльність якого спрямовується та координується Кабінетом Міністрів України через Міністра фінансів України.

## Історія створення та правовий статус
Групою з розробки фінансових заходів по боротьбі з відмиванням грошей FATF в лютому 1990 року прийнято 40 Рекомендацій з протидії відмиванню коштів, які були переглянуті у червні 1996 року, жовтні 2001 року та червні 2003 року.
У лютому 2012 року FATF були затверджені нові Міжнародні Стандарти, які удосконалили та поєднали в собі 40 та 9 Рекомендацій, зокрема включили нові положення, що стосуються протидії фінансуванню розповсюдженню зброї масового знищення та ін.
Рекомендація № 29 FATF встановлює, що країни мають створити підрозділ фінансової розвідки (ПФР), який є національним центром для отримання та аналізу: повідомлень про підозрілі операції; та іншої інформації, яка має відношення до відмивання коштів, пов'язаних предикатних злочинів і фінансування тероризму, та для розповсюдження результатів цього аналізу. Підрозділ фінансової розвідки повинен мати можливість одержання додаткової інформації від підзвітних установ та мати своєчасний доступ до фінансової, адміністративної та правоохоронної інформації, яка йому необхідна для належного виконання своїх функцій.
Враховуючи викладене, Указом Президента України від 10 грудня 2001 року № 1199 затверджено додаткові заходи щодо запобігання легалізації (відмиванню) доходів, одержаних злочинним шляхом, та Кабінету Міністрів України доручено створити Державний департамент фінансового моніторингу.
На виконання зазначеного Указу Президента, постановою Кабінету Міністрів України від 10 січня 2002 року № 35 «Про утворення Державного департаменту фінансового моніторингу», у складі Міністерства фінансів утворено Державний департамент фінансового моніторингу, як урядовий орган державного управління.
Постановою Кабінету Міністрів України від 18 лютого 2002 року № 194 затверджено Положення про Державний департамент фінансового моніторингу.
Повноцінна функціональна діяльність Держфінмоніторингу була розпочата з дати набрання чинності 12 червня 2003 року Закону України «Про запобігання та протидію легалізації (відмиванню) доходів, одержаних злочинним шляхом».
В червні 1995 року з ініціативи фінансових розвідок Бельгії і Сполучених Штатів Америки для боротьби з незаконними фінансовими операціями, в палаці Егмонт-Аренберг (м. Брюссель) була створена Еґмонтська група, яка об'єднує фінансові розвідки різних країн світу.
У червні 2004 року на 12-му Пленарному засіданні Еґмонтської групи (острів Ґернсі) до її складу було прийнято Держфінмоніторинг.
Верховною Радою України прийнято Закон України щодо підвищення статусу Держфінмоніторингу до рівня центрального органу виконавчої влади (Закон України "Про внесення зміни до статті 4 Закону України «Про запобігання та протидію легалізації (відмиванню) доходів, одержаних злочинним шляхом» від 18 травня 2004 року № 1726-IV).
Указом Президента України «Про Державний комітет фінансового моніторингу України» від 28 вересня 2004 року № 1144, на базі Державного департаменту фінансового моніторингу утворено Державний комітет фінансового моніторингу України, як центральний орган виконавчої влади зі спеціальним статусом.
Указом Президента України від 24 грудня 2004 року № 1527 затверджено Положення про Державний комітет фінансового моніторингу України.
В рамках адміністративної реформи, відповідно до Указу Президента України від 9 грудня 2010 року № 1085 «Про оптимізацію системи центральних органів виконавчої влади» Державний комітет фінансового моніторингу України було реорганізовано та утворено Державну службу фінансового моніторингу України, як центральний орган виконавчої влади. Указом Президента України від 13 квітня 2011 року № 466 затверджено Положення про Державну службу фінансового моніторингу України.
Верховною Радою України 27 лютого 2014 року прийнято Закон України «Про Кабінет Міністрів України» № 794. З урахуванням зазначеного, постановою Кабінету Міністрів України від 17 вересня 2014 року № 455 затверджено Положення про Державну службу фінансового моніторингу України.
В рамках антикорупційних ініціатив, Верховною Радою України 14 жовтня 2014 року прийнято Закон України «Про запобігання та протидію легалізації (відмиванню) доходів, одержаних злочинним шляхом, фінансуванню тероризму та фінансуванню розповсюдження зброї масового знищення» № 1702.
У грудні 2019 року, з метою імплементації в законодавство України вимог Директиви (ЄС) 2015/849 Європейського парламенту та Ради від 20 травня 2015 року «Про запобігання використанню фінансової системи для відмивання грошей та фінансування тероризму» та Регламенту (ЄС) 2015/847 «Про інформацію, що супроводжує перекази», які обов'язкові для впровадження членів Європейського Союзу та країн, які мають намір отримати членство в Європейському Союзі, було оновлено Закон України «Про запобігання та протидії легалізації (відмиванню) доходів, одержаних злочинним шляхом, фінансуванню тероризму та фінансуванню розповсюдження зброї масового знищення».
Враховуючи вимоги нового Закону, постановою Кабінету Міністрів України від 29 липня 2015 року № 537 (зі змінами) затверджено Положення про Державну службу фінансового моніторингу України.
Слід врахувати, що Законом України «Про ратифікацію Конвенції Ради Європи про відмивання, пошук, арешт та конфіскацію доходів, одержаних злочинним шляхом, та про фінансування тероризму» від 7 листопада 2010 року № 2698-VI, Україна відповідно до пункту 13 статті 46 Конвенції заявила, що органом, уповноваженим Україною на виконання функцій підрозділу фінансової розвідки у розумінні статті 46 Конвенції, є центральний орган виконавчої влади з питань фінансового моніторингу України — Державна служба фінансового моніторингу України.

## Основні повноваження та функції
Відповідно до Закону України «Про запобігання та протидію легалізації (відмиванню) доходів, одержаних злочинним шляхом, фінансуванню тероризму та фінансуванню розповсюдження зброї масового знищення» та постанови Кабінету Міністрів України від 29.07.2015 № 537 «Про затвердження Положення про Державну службу фінансового моніторингу України» (зі змінами) Державна служба фінансового моніторингу України є центральним органом виконавчої влади, діяльність якого спрямовується та координується Кабінетом Міністрів України через Міністра фінансів України і який реалізує державну політику у сфері запобігання та протидії легалізації (відмиванню) доходів, одержаних злочинним шляхом, фінансуванню тероризму та фінансуванню розповсюдження зброї масового знищення.
До основних завдань Держфінмоніторингу відносяться:
- 1) реалізація державної політики у сфері запобігання та протидії легалізації (відмиванню) доходів, одержаних злочинним шляхом, фінансуванню тероризму та фінансуванню розповсюдження зброї масового знищення;
- 2) внесення на розгляд Міністра фінансів пропозицій щодо забезпечення формування державної політики у сфері запобігання та протидії легалізації (відмиванню) доходів, одержаних злочинним шляхом, фінансуванню тероризму та фінансуванню розповсюдження зброї масового знищення;
- 3) збирання, оброблення та проведення аналізу (операційного і стратегічного) інформації про фінансові операції, що підлягають фінансовому моніторингу, інші фінансові операції або інформації, що може бути пов'язана з підозрою в легалізації (відмиванні) доходів, одержаних злочинним шляхом, або фінансуванні тероризму чи фінансуванні розповсюдження зброї масового знищення;
- 4) забезпечення функціонування та розвитку єдиної інформаційної системи у сфері запобігання та протидії легалізації (відмиванню) доходів, одержаних злочинним шляхом, фінансуванню тероризму та фінансуванню розповсюдження зброї масового знищення;
- 5) проведення національної оцінки ризиків;
- 6) налагодження співпраці, взаємодії та інформаційного обміну з державними органами, Національним банком, компетентними органами іноземних держав та міжнародними організаціями у сфері запобігання та протидії легалізації (відмиванню) доходів, одержаних злочинним шляхом, фінансуванню тероризму та фінансуванню розповсюдження зброї масового знищення;
- 7) забезпечення в установленому порядку представництва України в міжнародних організаціях з питань запобігання та протидії легалізації (відмиванню) доходів, одержаних злочинним шляхом, фінансуванню тероризму та фінансуванню розповсюдження зброї масового знищення.

## Структура
Держфінмоніторинг є юридичною особою публічного права та складається з центрального апарату. Держфінмоніторинг очолює Голова, який призначається на посаду та звільняється з посади Кабінетом Міністрів України відповідно до законодавства про державну службу. Голова Держфінмоніторингу має заступників, у тому числі одного першого, які призначаються на посаду та звільняються з посади Кабінетом Міністрів України відповідно до законодавства про державну службу.
Станом на 01.01.2021 керівництво Держфінмоніторингом здійснюється:
- 1. Голова Держфінмоніторингу — Ігор Борисович Черкаський;
- 2. Перший заступник Голови — Ігор Миколайович Гаєвський;
- 3. Заступник Голови — Віталій Петрович Зубрій.

Центральний апарат Держфінмоніторингу складається з наступних структурних підрозділів4:
- 1. Департамент фінансових розслідувань;
- 2. Департамент координації системи фінансового моніторингу;
- 3. Департамент інформаційних технологій;
- 4. Юридичне управління;
- 5. Управління міжнародного співробітництва;
- 6. Управління контролю та адміністративно-господарської роботи;
- 7. Управління планування, виконання бюджету, бухгалтерського обліку та роботи з персоналом;
- 8. Відділ аналітичного забезпечення роботи керівництва;
- 9. Сектор режиму та безпеки;
- 10. Головний спеціаліст з питань запобігання та виявлення корупції;
- 11. Головний спеціаліст з питань проведення внутрішнього аудиту.

Крім того, Держфінмоніторинг має підпорядковані установи:
- 1. Державний заклад післядипломної роботи «Академія фінансового моніторингу»;
- 2. Державне підприємство «Експлуатаційно — майнове управління».

## Національна система фінансового моніторингу
Національна система фінансового моніторингу складається з наступних елементів:
- 1. Суб'єкти первинного фінансового моніторингу (банки, фінансові установи, професійні учасники ринку фінансових послуг та інші);
- 2. Суб'єкти державного фінансового моніторингу (НБУ, НКЦПФР, Мінцифри, Мінфін, Мін'юст, Держфінмоніторинг);
- 3. Правоохоронні, розвідувальні та судові органи (ДБР, БЕБ, СБУ, ОГП, НАБУ, Національна поліція та інші);
- 4. Інші державні органи (МЗС, Державна аудиторська служба України та інші),
- 5. Обмін інформацією з іноземними підрозділами фінансової розвідки.

Координатором національної системи фінансового моніторингу є Держфінмоніторинг.
З метою удосконалення координації учасників національної системи фінансового моніторингу постановою Кабінету Міністрів України від 08.09.2016 № 613 створено Раду з питань запобігання та протидії легалізації (відмиванню) доходів, одержаних злочинним шляхом, фінансуванню тероризму та фінансуванню розповсюдження зброї масового знищення, як консультаційно-дорадчий орган Кабінету Міністрів України, до складу якої увійшли представники суб'єктів державного фінансового моніторингу, правоохоронних, розвідувальних, судових органів, інших державних органів та громадськості.
При вказаній Раді утворені та діють дві тематичні Робочі групи з розгляду проблемних питань суб'єктів первинного фінансового моніторингу. Робота вказаних груп також забезпечується Держфінмоніторингом та є актуальною і корисною в контексті ефективної співпраці Держфінмоніторингу з суб'єктами первинного фінансового моніторингу.
Враховуючи значний внесок працівників національної системи фінансового моніторингу в утвердження позитивного статусу України на міжнародній арені, відповідно до Указу Президента, в Україні з листопада 2020 року відзначається День працівника системи фінансового моніторингу (щороку 28 листопада).

## Єдина державна інформаційна система
Держфінмоніторинг відповідно до основних завдань, визначених статтею 25 Закону України «Про запобігання та протидію легалізації (відмиванню) доходів, одержаних злочинним шляхом, фінансуванню тероризму та фінансуванню розповсюдження зброї масового знищення», забезпечує функціонування єдиної державної інформаційної системи у сфері запобігання та протидії легалізації (відмиванню) доходів, одержаних злочинним шляхом, фінансуванню тероризму та фінансуванню розповсюдження зброї масового знищення (ЄІС).
ЄІС забезпечує цілодобові та безперервні технологічні процеси щодо здійснення отримання, первинної та аналітичної обробки, гарантованого зберігання інформації від суб'єктів фінансового моніторингу, а також підтримку інформаційного середовища взаємодії та роботи самостійних структурних підрозділів Держфінмоніторингу. ЄІС функціонує в цілодобовому режимі (24 на 7) відповідно до затверджених регламентів Держфінмоніторингу.

## Основні показники діяльності
Розслідування Держфінмоніторингу визнано найкращим серед підрозділів фінансової розвідки у світі (2018 р.). За результатами голосування підрозділів фінансових розвідок 150-ти країн світу Держфінмоніторинг отримав нагороду «Найкраща справа Егмонтської Групи» (BECA). Нагорода стосувалась розслідування Держфінмоніторингу щодо 1.5 млрд. USD, що були конфісковані у 2017 р.
Згідно із Законом, суб'єкти первинного фінансового моніторингу подають до Держфінмоніторингу інформацію про фінансові операції, які відповідно до законодавства підлягають обов'язковому фінансовому моніторингу або щодо яких є підозри у причетності до відмивання коштів або фінансування тероризму.
Всього з початку експлуатації інформаційно-аналітичної системи Держфінмоніторингу, станом на 01.01.2022, отримано та оброблено 55 244 872 повідомлення про фінансові операції, що підлягають фінансовому моніторингу.
На підставі отриманих повідомлень від фінансових посередників, Держфінмоніторинг як підрозділ фінансової розвідки України вживає посилені заходи практичного характеру щодо протидії легалізації (відмиванню) доходів, одержаних злочинним шляхом, фінансуванню тероризму та фінансуванню розповсюдження зброї масового знищення.
За результатами аналізу та узагальнення виявлених (типових та новітніх) методів, способів, фінансових інструментів та схем легалізації (відмивання) доходів, одержаних злочинним шляхом, фінансування тероризму та фінансування розповсюдження зброї масового знищення, на сьогодні визначено пріоритетні напрями проведення фінансових розслідувань:
- — фінансування тероризму та сепаратизму;
- — відмивання доходів, отриманих від корупційних діянь (відмивання коштів за участю національних публічних діячів та високопосадовців, розкрадання коштів бюджетних установ та коштів державних підприємств, тощо);
- — використання готівки у схемах легалізації (відмиванні) доходів, одержаних злочинним шляхом.

Так, для активної роботи Держфінмоніторингом було відібрано:
- — у 2018 році — 526 372 повідомлення про фінансові операції, що стали базою для формування 2 999 досьє;
- — у 2019 році — 530 393 повідомлення про фінансові операції, що стали базою для формування 2 861 досьє;
- — у 2020 році — 1 229 660 повідомлень про фінансові операції, що стали базою для формування 2 859 досьє;
- — у 2021 році — 488 088 повідомлень про фінансові операції, що стали базою для формування 5 575 досьє.

За результатами опрацювання досьє:
- — у 2018 році до правоохоронних та розвідувальних органів передано 934 матеріали (466 узагальнених матеріалів та 468 додаткових узагальнених матеріалів);
- — у 2019 році до правоохоронних та розвідувальних органів передано 893 матеріали (503 узагальнених матеріали та 390 додаткових узагальнених матеріалів);
- — у 2020 році до правоохоронних та розвідувальних органів передано 1 036 матеріалів (607 узагальнених матеріалів та 429 додаткових узагальнених матеріалів);
- — у 2021 році до правоохоронних та розвідувальних органів передано 1 170 матеріалів (767 узагальнених матеріалів та 403 додаткових узагальнених матеріали).

У вказаних матеріалах сума фінансових операцій, які можуть бути пов'язані з легалізацією коштів, та з учиненням іншого злочину, визначеного Кримінальним кодексом України, становить 619 млрд грн:
- — у 2018 році — 347,4 млрд грн;
- — у 2019 році — 92,2 млрд грн;
- — у 2020 році — 76,2 млрд гривень;
- — у 2021 році — 103,2 млрд гривень.

Водночас, важливість сфери фінансового моніторингу у безпеці держави було підтверджено уведенням до персонального складу Ради національної безпеки і оборони України Голови Держфінмоніторингу Ігоря Борисовича Черкаського.

## Міжнародне співробітництво
Однією з важливих складових діяльності Держфінмоніторингу є налагодження співпраці з міжнародними установами та іноземними партнерами, які відповідають за організацію ефективної протидії відмиванню коштів, одержаних злочинним шляхом, або фінансуванню тероризму.
Держфінмоніторинг активно співпрацює з Групою з розробки фінансових заходів боротьби з відмиванням грошей (FATF), Комітетом Ради Європи з оцінки заходів протидії відмиванню коштів та фінансуванню тероризму (MONEYVAL), Егмонтською групою підрозділів фінансової розвідки світу, Радою Європи та Європейською Комісією, Управлінням ООН з питань наркотиків та злочинності (UNODC), Світовим банком, Міжнародним валютним фондом, Організацією з безпеки та співробітництва в Європі (ОБСЄ), Організацією за демократію та економічний розвиток (ГУАМ) та іншими міжнародними організаціями.
Співпраця із компетентними з іноземними ПФР здійснюється через захищений канал Егмонської групи з метою обміну інформацією, пошуку активів, відслідковування руху грошових коштів та замороження активів на запит ПФР.

## П'ятий раунд оцінки MONEYVAL
Держфінмоніторингом з 23 березня по 8 квітня 2017 року організовано проведення виїзної моніторингової місії Комітету експертів Ради Європи з питань оцінки заходів протидії відмиванню коштів та фінансуванню тероризму, в рамках 5-го раунду оцінки національної системи протидії відмиванню (легалізації) коштів, одержаних злочинним шляхом, фінансуванню тероризму та фінансуванню розповсюдження зброї масового знищення.
Оцінка MONEYVAL включала в себе широкі консультації із представниками державних органів, приватного сектору та громадських об'єднань, а також вивчення ступеню ефективності практичного впровадження Стандартів FATF в національну антилегалізаційну систему.
З
а результати вказаного міжнародного аудиту, у період з 4 по 7 грудня 2017 року у м. Страсбурзі (Французька Республіка) розширена делегація України, за координації Державної служби фінансового моніторингу України, взяла участь у 55-му Пленарному засіданні Комітету MONEYVAL.
За результатами проведення зазначеного Пленарного засідання, затверджено Звіт про взаємну оцінку України в рамках 5-го раунду оцінки Комітетом MONEYVAL, за наслідками виїзної місії, що перебувала у Києві.
Комітет MONEYVAL підтвердив значний рівень операційної та інституційної спроможності Державної служби фінансового моніторингу України за усіма рейтинговими параметрами.
В цілому, Звітом підтверджено, що Україна є надійною юрисдикцією у питаннях боротьби з відмиванням коштів, фінансуванням тероризму та фінансуванням розповсюдження зброї масового знищення, яка не потребує спеціальних контрольних заходів (маяків) з боку Комітету Ради Європи MONEYVAL та FATF.
З метою підвищення ефективності міжвідомчого співробітництва, Держфінмоніторингом вживалися координаційні заходи щодо виконання відповідними державними органами Плану дій щодо удосконалення національної системи фінансового моніторингу за результатами 5-го раунду оцінки України Комітетом MONEYVAL (далі — План дій). Так, Держфінмоніторингом забезпечено узагальнення інформації, наданої державними та правоохоронними органами, про хід виконання Плану дій у 2018 році, у першому та другому кварталі 2019 р., та направлено зведену інформацію до Кабінету Міністрів України.
Водночас, Держфінмоніторингом забезпечувалися заходи з підготовки усіма зацікавленими державними органами першого звіту про прогрес України за результатами 5-го раунду оцінки України Комітетом MONEYVAL.
На 58 Пленарному засіданні Комітету MONEYVAL, що відбувалось з 15 по 19 липня 2019 року у м. Страсбург (Французька Республіка), українською делегацією на чолі з Держфінмоніторингом представлено вищезгаданий перший Звіт про прогрес, який був успішно затверджений Комітетом 18 липня.
У липні 2020 року в рамках 2-ї Міжсесійної консультації MONEYVAL був затверджений другий Звіт про прогрес.
Важливим показником для України є підвищення рейтингу та досягнення позитивної оцінки відповідності Стандартам FATF щодо Рекомендації 5 та Рекомендації 35.
Висновками міжнародних експертів відзначено, що Україна в значній мірі імплементувала норми щодо протидії фінансування тероризму, а також підвищила санкції за порушення вимог законодавства в сфері ПВК/ФТ, визначивши їх відповідними, переконливими та такими, що даватимуть стримуючий ефект.
У лютому 2021 року Держфінмоніторингом був надісланий на розгляд Комітету MONEYVAL заповнений запитальник щодо Третього звіту про прогрес за результатами 5-го раунду оцінки України Комітетом MONEYVAL. Звіт був розглянутий у рамках «письмової процедури».

## Типології
Однією із ефективних форм реагування на виклики злочинного середовища є проведення досліджень, викриття та оприлюднення схем, за допомогою яких злочинно здобутим доходам надається легальний вигляд та фінансується тероризм. У зв'язку з цим, Держфінмоніторинг щорічно здійснює так звані типологічні дослідження схем відмивання коштів та фінансування тероризму. У виданнях розглянуто найбільш поширені тенденції та схеми відмивання коштів та фінансування тероризму. Зокрема, наведено приклади реальних справ пов'язаних з відмиванням коштів та фінансуванням тероризму, які стосувались корупції, найбільш актуальних схем відмивання коштів та фінансування тероризму. Зазначені типологічні дослідження Держфінмоніторингу вказують, що злочинці використовують значну кількість методів для відмивання своїх кримінальних статків, які насамперед пов'язані з:
- — розкраданням, привласненням бюджетних коштів та інших державних активів;
- — розкраданням коштів банківських установ та шахрайством у сфері страхової діяльності;
- — діяльністю «конвертаційних» центрів та підприємств з ознаками фіктивності, задіяних у легалізації (відмиванні) доходів, одержаних злочинним шляхом;
- — незаконним перерахуванням та переміщенням коштів за кордон (іллегальним відтоком фінансового капіталу з України);
- — з цінними паперами та борговими зобов'язаннями та кіберзлочинами.

Ці дослідження є результатами спільної роботи з суб’єктами державного фінансового моніторингу, а також органами державної влади, в тому числі правоохоронними органами. За останні роки було підготовлено такі дослідження:
- — у 2017 році – «Ризики використання готівки» та «Ризики тероризму та сепаратизму»;
- — у 2018 році – «Ризики використання суб’єктів з непрозорою структурою власності у схемах відмивання кримінальних доходів»;
- — у 2019 році – «Відмивання доходів від привласнення коштів і майна державних підприємств та інших суб’єктів, які фінансуються за рахунок державного та місцевих бюджетів»;
- — у 2020 році – «Відмивання доходів від податкових злочинів;
- — у 2021 році – «Актуальні методи, способи, інструменти легалізації (відмивання) злочинних доходів та фінансування тероризму (сепаратизму)».

## Національна оцінка ризиків
Держфінмоніторингом у 2016 році проведено першу в Україні Національну оцінку ризиків у сфері запобігання та протидії легалізації (відмиванню) доходів, одержаних злочинним шляхом, та фінансуванню тероризму (НОР).
НОР проведена Держфінмоніторингом спільно з правоохоронними та іншими органами державної влади, представниками приватного сектору, міжнародними експертами за підтримки Координатора проектів ОБСЄ в Україні з урахуванням Рекомендацій FATF та відповідно до статті 21 Базового Закону і Порядку проведення національної оцінки ризиків у сфері запобігання та протидії легалізації (відмиванню) доходів, одержаних злочинним шляхом, та фінансуванню тероризму і оприлюднення її результатів, затвердженого постановою Кабінету Міністрів України та Національного банку України від 16.09.2015 р. № 717.
Підготовлений Звіт про проведення НОР 7 жовтня 2016 року розглянуто та схвалено на засіданні Ради з питань запобігання та протидії легалізації (відмиванню) доходів, одержаних злочинним шляхом, фінансуванню тероризму та фінансуванню розповсюдження зброї масового знищення.
15 грудня 2016 року Держфінмоніторингом за підтримки Організації з безпеки та співробітництва в Європі (ОБСЄ) проведено презентацію Звіту про проведення національної оцінки ризиків.
За результатами НОР, Кабінетом Міністрів України за поданням Держфінмоніторингу було розроблено План заходів на 2017—2019 роки із реалізації Стратегії розвитку системи запобігання та протидії легалізації (відмиванню) доходів, одержаних злочинним шляхом, фінансуванню тероризму та фінансуванню розповсюдження зброї масового знищення, затвердженого розпорядженням Кабінету Міністрів України від 30.08.2017 № 601-р.
У 2019 році Держфінмоніторингом проведено другу НОР. У рамках проведення цієї НОР Держфінмоніторингом було здійснено Секторальну оцінку ризиків використання ринку нерухомості для легалізації (відмивання) доходів, одержаних злочинним шляхом і фінансування тероризму.
Звіт про проведення другої НОР був затверджений 14 листопада 2019 року на засіданні Ради з питань запобігання та протидії легалізації (відмиванню) доходів, одержаних злочинним шляхом, фінансуванню тероризму та фінансуванню розповсюдження зброї масового знищення та, за сприяння Організації з безпеки та співробітництва в Європі (ОБСЄ) 20 грудня 2019 року був презентований для громадськості.

## Академія фінансового моніторингу
У сфері управління Держфінмоніторингу функціонує Державний заклад післядипломної освіти «Академія фінансового моніторингу».
Основним завданням Академії фінансового моніторингу (попередня назва — Навчально-методичний центр Держфінмоніторингу України) є перепідготовка та підвищення кваліфікації спеціалістів з питань фінансового моніторингу в сфері ПВК/ФТ з метою забезпечення єдиного підходу до перепідготовки та підвищення кваліфікації спеціалістів СДФМ, правоохоронних та судових органів, представників СПФМ, відповідальних за його проведення, а також представників іноземних держав та міжнародних організацій.
Академія є наслідувачем фундаментального досвіду та передових практик, які протягом тринадцяти років напрацьовувалися Навчально-методичним центром у сфері навчання та підвищення кваліфікації спеціалістів з питань фінансового моніторингу, та дозволили підготувати з 2005 по 2021 рр. понад 19 тисяч висококваліфікованих фахівців у сфері фінансового моніторингу.
У 2016 році Держфінмоніторингом в рамках діяльності Академії спільно з науковими колами підготовлено та видано постатейний науково-практичний коментар до Базового Закону. У 2017 році випущено збірку підзаконних актів з роз'ясненнями, а у 2018 році — Термінологічний словник, що є першим за часів незалежності України систематизованим виданням, що об'єднує терміни та поняття у антилегалізаційній та антикорупційній сферах. Це, зокрема, близько 3000 термінів, які містяться у міжнародних документах, кодексах та законах України, підзаконних нормативно-правових актах України, науковій та інформаційній літературі.
Видання розраховане на якнайширше коло фахівців, але насамперед на тих, хто має справу з питаннями фінансового моніторингу та боротьби з корупцією у своїй професійній діяльності — працівників суб'єктів фінансового моніторингу і антикорупційної сфери, правоохоронних органів, суддів, громадських об'єднань, науковців та студентів, які вивчають фінансові дисципліни, а також практикуючих юристів.
Розробка Термінологічного словника була здійснена за сприяння Координатора проектів Організації з безпеки і співробітництва в Європі (ОБСЄ) в Україні.

## Стратегія боротьби з відмиванням коштів в Україні
Кабінетом Міністрів України за поданням Держфінмоніторингу прийнято розпорядження від 12.05.2021 № 435-р, яким схвалено Основні напрями розвитку системи запобігання та протидії легалізації (відмиванню) доходів, одержаних злочинним шляхом, фінансуванню тероризму та фінансуванню розповсюдження зброї масового знищення в Україні на період до 2023 року.

## ЗМІ про Держфінмоніторинг
- Голову Держфінмоніторингу Ігоря Борисовича Черкаського уведено до персонального складу Ради національної безпеки і оборони України [Архівовано 26 травня 2021 у Wayback Machine.]
- Інформаційне повідомлення СБУ щодо співпраці з Держфінмоніторингом [Архівовано 26 травня 2021 у Wayback Machine.]
- СБУ спільно з Держслужбою фінансового моніторингу блокувала масштабний механізм фінансування "ЛНР" [Архівовано 22 вересня 2020 у Wayback Machine.]
- Комітетом експертів Ради Європи з оцінки заходів протидії відмиванню коштів та фінансуванню тероризму (MONEYVAL) затверджено Звіт взаємної оцінки України [Архівовано 26 травня 2021 у Wayback Machine.]
- Голова Держфінмоніторингу Ігор Черкаський представив звіт за 2018 рік [Архівовано 26 травня 2021 у Wayback Machine.]
- Підсумки протидії відмиванню грошей в Україні: деталі звіту Держфінмоніторингу [Архівовано 26 травня 2021 у Wayback Machine.]
- Розслідування українського Держфінмоніторингу про корупцію визнали найкращим у світі (УНІА "Укрінформ") [Архівовано 26 травня 2021 у Wayback Machine.]
- Інформаційний матеріал інтернет-видання "Обозреватель" про діяльність Держфінмоніторингу [Архівовано 26 травня 2021 у Wayback Machine.]
- Інтерв’ю Голови Держфінмоніторингу Ігоря Черкаського Українському національному інформаційному агентству «Укрінформ» [Архівовано 26 травня 2021 у Wayback Machine.]
- Голова Державної служби фінансового моніторингу України, Ігор Борисович Черкаський, надав розширене інтерв’ю інформаційному порталу «Мінфін» [Архівовано 27 травня 2021 у Wayback Machine.]
- Настав час накласти санкції на Росію як на терористичну державу, якою вона стала
- Україна закликає FATF включити рф до списку країн-спонсорів тероризм
- Аби справді покарати агресора, крім жорстких санкцій необхідно включити його до «чорного списку» ФАТФ
- It’s Time to Sanction Russia as the Terrorist State It’s Become
- Накладено арешт на активи компаній російського олігарха на майже півмільярда гривень